# Смертюк Богдан Степанович
Богда́н Степа́нович Смертю́к (4 червня 1948, с. Осівці Бучацького району Тернопільської області — 16 лютого 2025) — український та російський архітектор. Член НСАУ (1977).

## Життєпис
Народився 4 червня 1948 року в с. Осівці Бучацького району Тернопільської області (нині Україна).
Закінчив Бобулинську восьмирічну школу, а в 1966 р. Бучацьку середню школу № 2 зі срібною медаллю і одночасно Бучацьку художню школу. У 1971 р. закінчив Львівський політехнічний інститут за фахом «Архітектура». По розподілу виїхав на Північний Кавказ і професійну творчу діяльність почав з посади старшого архітектора головного проєктного інституту «Туристпроект» Центральної Ради з туризму та екскурсій в м. Нальчику, столиці Кабардино-Балкарської Республіки, і пропрацював до 1992 р. Головним архітектором проєктів.
У 1972—1974 роках проходив військову службу на офіцерських посадах по будівництву військових містечок МВС УРСР.
У 1992 р. рішенням Президії Центрального правління Союзу архітекторів Росії була створена «Персональна творча архітектурна майстерня Смертюка Б. С.», керівником якої він є досі.

## Проєктно-творча діяльність
Архітектором запроєктовано, побудовано або знаходиться у стадії реалізації близько трьохсот архітектурних об'єктів різного призначення і типології:
- туристичні комплекси на 1200 і 1500 місць у Дагестані,
- турбази і кемпінги в Кабардино-Балкарії, Північній Осетії, Калмикії, Карачаєво-Черкесії, Ставропольському і Краснодарському краях,
- туристичні готелі в Нальчику, Грозному, П'ятигорську, Єсентуках, Геленджику, Туркменабаті в Таджикистані і Шахимардан в ]]Узбекистан[[і,
- альпійські табори і бази відпочинку в Приельбруссі і Черецькій ущелині,
- пансіонати в містах Чорноморського узбережжя (Геленджик, Сочі, Анапа),
- розроблені і реалізуються генеральні плани житлових районів і населених пунктів в Геленджику, Нальчику, Адлері, проєкт забудови поселення Ельбрус в КБР. А також оригінальні проєкти станцій канатних доріг на гору Ельбрус.

Найкращі проєкти і архітектурні твори друкуються в Російських професійних журналах («Архітектурний Вісник», «Проєкт Росія», «АСД», «Сучасні Будинки»). Архітектурна майстерня Смертюка Б. С. увійшла в каталог «Провідні проєктні організації і майстерні Росії».

## Конкурсна і виставкова діяльність
Богдан Смертюк є активним учасником великої кількості архітектурних конкурсів, оглядів, фестивалів і форумів, стаючи їх лауреатом, зокрема: переможець Всесоюзного конкурсу на проєкт туристичного готелю «Нарт» на 1000 місць у м. Нальчику, 1 місце за проєкт офісу Російсько-американського представництва в м. Геленджику, 1 місце за проєкт комплексу автовокзалу «Скат» до м. Єсентуки, 2 місце за проєкт Храму імені святої Марії Магдалени в м. Нальчику, 2 місце за проєкт житлових будинків з нетрадиційними джерелами теплопостачання для Краснодарського краю, 1 місце за проєкт пам'ятника нальчанам, жертвам ліквідації наслідків аварії на Чорнобильській АЕС, 1 місце за проєкт багатофункціонального 35-поверхового житлового комплексу в м. Саратові, 1 місце за проєкт багатофункціонального комплексу з аквапарками в місті Єсентуки тощо.
Володар срібного диплома Всесоюзного огляду найкращих дипломних проєктів 1971 року, дипломант I Всеросійського огляду творчості молодих архітекторів у Свердловську (нині Єкатеринбург) 1980 року, учасник Всесоюзного огляду творчості молодих архітекторів у Москві 1981 року, учасник Міжнародних фестивалів «Зодчество — 1995, 1998, 2001, 2002, 2003, 2006 років». Дипломант міжнародного фестивалю «Зодчество — 2004». Експозиція виставки «Архітектура КБР» на міжнародному фестивалі «Зодчество-2005», учасником якої був Смертюк Б. С. була удостоєна Диплома Союзу архітекторів Росії і Призу «Суспільне визнання». Лауреат оглядів-конкурсів Південного архітектурного суспільства «Південна столиця» 2001, 2002, 2003, 2004, 2005, 2006 років.
Персональна архітектурна майстерня Богдана Смертюка стала переможцем в номінації «Найкращі творчі колективи» і нагороджена Дипломом I ступеня на IV Форумі архітекторів Півдня Росії в 2004 р. Переможець конкурсу «Будівництво з використанням технологій КНАУФ».

## Суспільно-творча діяльність
Богдан Смертюк є Головою правління Кабардино-Балкарської регіональної організації Союзу архітекторів Росії;
- член Центрального правління Союзу архітекторів Росії;
- Почесний архітектор Росії;
- 1992—1996 рр. — член Центральної ревізійної комісії Союзу архітекторів Росії;
- 1992—2001 рр. — член Ліцензійного архітектурного центру Півдня Росії;
- делегат III, IV, V, VI З'їздів Союзу архітекторів Росії;
- член містобудівної ради Міністерства будівництва і архітектури КБР;
- член містобудівної ради м. Нальчика;
- Державний стипендіат Російської Федерації за 2001 р.;
- нагороджений медаллю Союзу архітекторів Росії «За високу архітекторську майстерність» у 1997 р. — за досягнення в архітектурі і містобудуванні;
- нагороджений Почесним Дипломом «За відданість співдружності архітекторів і у зв'язку з 20-річчям Союзу архітекторів Росії»;
- член Ради Південного архітектурного суспільства.